# Шире (река)

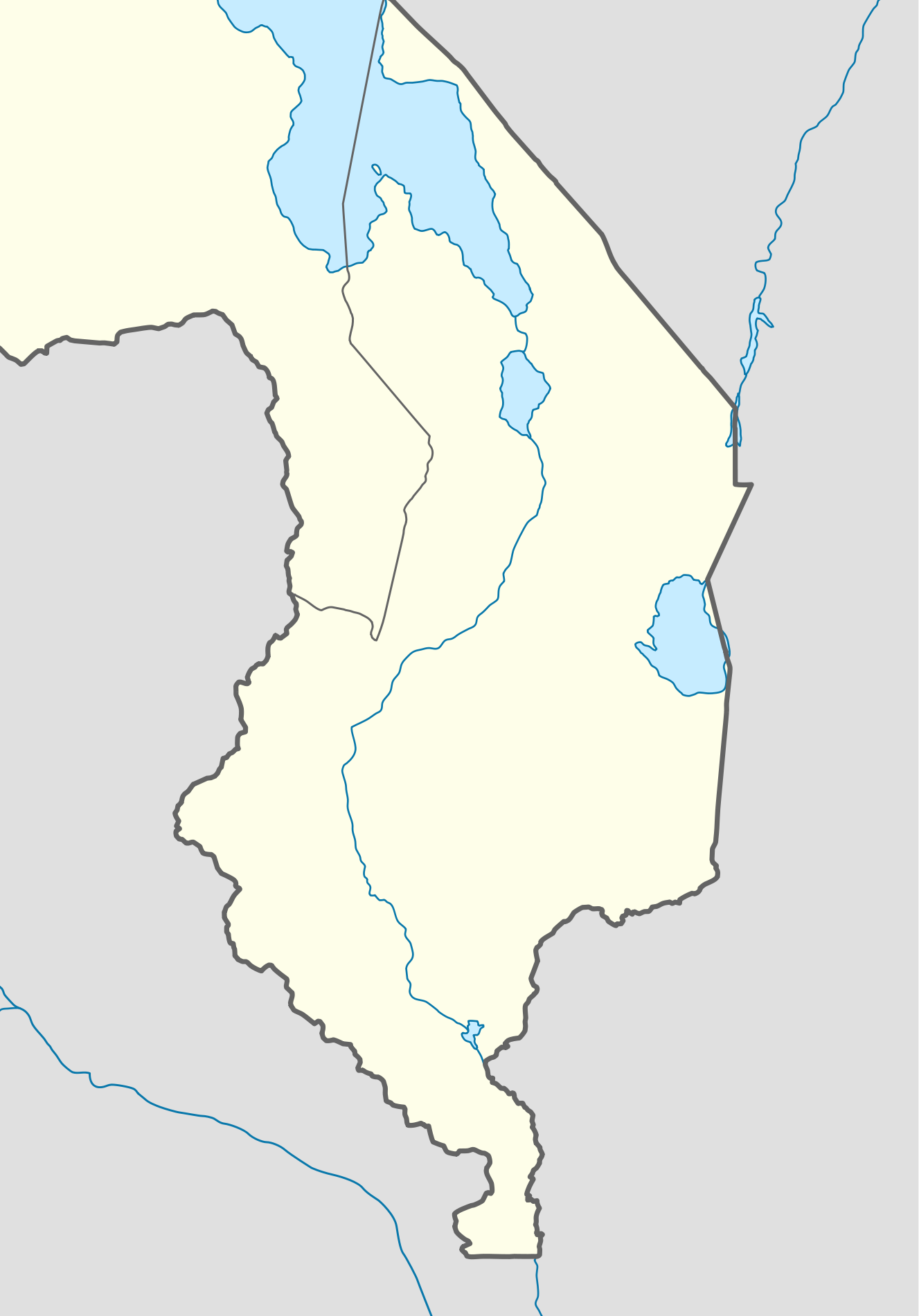

Шире (Ширей) (англ. Shire River, порт. Rio Chire) — река в Малави и Мозамбике, вытекает из озера Ньяса (Малави) и впадает в Замбези, длина 600 км. Главная река Республики Малави.
Река берёт исток на южной оконечности озера Ньяса, для которого река является единственным стоком. В 8 км ниже города Мангоче впадает в озеро Маломбе; после выхода из него течёт по болотистой местности между холмами Мангоче и скалами плато Зомба на востоке и плато Чирипа на западе. Затем долина реки сужается, и между Матопе и Чиквавой урез реки падает на 384 м, этот отрезок длиной 80 км характеризуется ущельями, порогами и водопадами: Холомбидзо, Нкула, Тедзани, Гамильтон и Капичира (бывший Ливингстон).
После Чиквавы река попадает на заболоченную приморскую низменность, где сливается со своим главным притоком, рекой Руо, по которой проходит граница между Малави и Мозамбиком. После слияния с Руо уже сама Шире служит границей между двумя странами на протяжении отрезка до города Нсандже, где уходит на территорию Мозамбика. Река извивается по Слоновьим болотам и болотам Нджинджи до самого слияния с Замбези, в 48 км ниже мозамбикского города Сена, за 100 км от устья Замбези на побережье Индийского океана.
Длина Шире 600 км, однако если включать озеро Малави и Рухуху, её водоток-исток, то общая длина составит около 1200 км.
Долина реки является частью системы Восточно-Африканской рифтовой долины.